# Menlou Shuiku
Menlou Shuiku (kinesiska: 门楼水库) är en reservoar i Kina. Den ligger i provinsen Shandong, i den östra delen av landet, omkring 380 kilometer öster om provinshuvudstaden Jinan. Menlou Shuiku ligger 23 meter över havet. Arean är 9,9 kvadratkilometer. Trakten runt Menlou Shuiku består till största delen av jordbruksmark. Den sträcker sig 6,6 kilometer i nord-sydlig riktning, och 6,8 kilometer i öst-västlig riktning.
Genomsnittlig årsnederbörd är 748 millimeter. Den regnigaste månaden är juli, med i genomsnitt 264 mm nederbörd, och den torraste är februari, med 12 mm nederbörd.